# دان دين
دان دين (بالإنجليزية: Dan Dean)‏ هو عداء مسافات طويلة أمريكي، ولد في 3 يناير 1909، وتوفي في 13 سبتمبر 2004.

## وصلات خارجية
- دان دين على موقع أوليمبيديا (الإنجليزية)